# Mecanisme de direcció
La direcció en un automòbil o un vehicle en general, es el mecanisme que permet al conductor de modificar la trajectòria d'un vehicle. O sigui el conjunt d'òrgans, mecànics, que governats pel conductor, poden modificar la direcció de la seva trajectòria i, per tant, fer girs.
Quan el conductor, actuant sobre el mecanisme, varia l'angle de les rodes directrius (en el cas que sigui un vehicle terrestre) respecte a l'eix del vehicle, es crea un esforç, entre la carretera i la banda de rodament, que gira el vehicle. Això no és aplicable en el cas dels trens, ja que aquests són guiats per mitjà de les vies i les pestanyes de les rodes.
També és mitjançant la variació de la diferència d'esforços entre les dues parts d'un vehicle que es fa girar un vehicle d'erugues. Igualment, variant a voluntat del conductor, l'orientació d'una superfície de control, introduïda en un fluid en el que estigui immers el vehicle, aquest canviara la seva trajectòria.

## Introducció

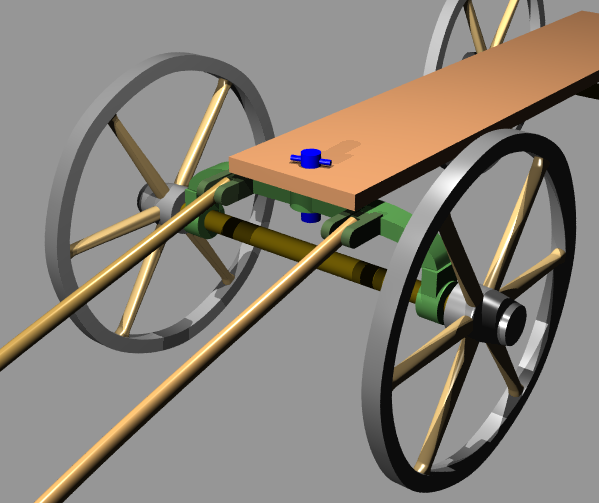
Eix pivot en un carro

La història de la gestió de la direcció, és inherent a la necessitat de controlar a voluntat, la trajectòria de qualsevol vehicle capaç de moure's, ja sigui perquè es desplaça per terra, per l'aigua, o l'aire.
En els desplaçaments per terra, s'aplica primer als vehicles tirats per cavalls, ja que el problema es produïa quan el vehicle tenia més d'un eix. Pel que sembla hi podia haver existit vagons de quatre rodes sense direcció. Passant a incorporar-se l'eix davanter com un carro a part i articular-se amb la resta del carruatge amb el que es coneix com a timó.
També amb aquesta denominació es coneix la superfície de control que governa la direcció de naus i aeronaus (avions), en aquests últims, existeixen uns altres timons que controlen les maniobres de pujada o de baixada, i per axó se'ls coneix com a timons de profunditat.

## Sistemes terrestres

### Una roda directriu

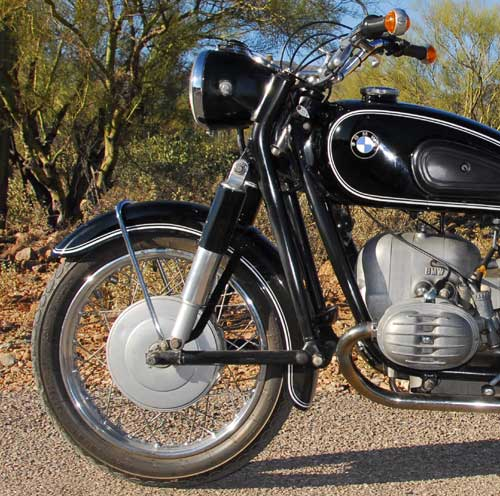
Vista de la direcció d'una motocicleta amb suspensió Earles

Quan parlem d'una roda ens referim quasi sempre a vehicles de dues rodes en el eix longitudinal. És a dir parlem de bicicletes i motocicletes, i està formada per la següent sèrie d'elements.

#### Terminologia
- El manillar, que és l'element sobre el qual nosaltres actuem per variar la trajectòria.
- La pipa de la direcció, és l'element per a on s'articula el mecanisme, que ens permet variar la trajectòria, va suportada pels coixinets de direcció. És la peça més sol·licitada de tota la direcció, ja que suporta el pes del vehicle i els esforços sobreposats (Frenades, irregularitats, etc.).
- La tija, que és el conjunt de peces, generalment dues platines, que subjecten la pipa amb les barres de direcció.
- La forquilla, és la peça que s'encarrega de subjectar la roda. Abans era d'una sola peça, però amb l'aparició de les suspensions telescòpiques, està formada per les barres i les botelles de suspensió (junt amb els mecanismes adjunts).

També es pot comentar, que a causa de diferents tipus de suspensió, hi ha diferents tipus de forquilles davanteres.

#### Cotes de Direcció

Angle de pivot o de llançament

Pel correcte funcionament del mecanisme, existeixen unes mesures bàsiques que sempre s'han de respectar.
- Angle de pivot, és l'angle que forma l'eix de pivotament de la pipa amb l'horitzontal, o el terra. Aquest angle en les motos acostuma a estar entre els 70° i 60°.
- Avanç, és la distància que hi ha entre el punt de contacte amb el terra, i la prolongació de l'eix de pivot. Com més gran sigui més poder d'adreçament i més dura (costa més de moure) serà la direcció.

Com a element de seguretat és molt útil portar muntat un amortidor de direcció.

### Eix rígid
En aquest cas ens referim al fet que el angle entre les rodes i el eix es sempre perpendicular i es tot aquest conjunt que s'articula amb la resta del vehicle. Primitivament es va fer servir una sola roda directriu, però a costa de l'estabilitat. De fet, el sistema operatiu més difós durant diversos segles va ser quan l'eix de la direcció del vehicle és rígida i articulada al voltant d'un eix central vertical: l'eix pivot. El sistema va ser aplicat als primers automòbils com el Clement- Panhard.
Un altre esquema, que no era gaire comú, era tenir un vehicle articulat al centre, cada part amb el suport d'un eix, a modus de frontissa (encara que avui en dia, hi ha màquines d'obres públiques i de moviment de terra, que fan servir aquest sistema).

### Eix partit
Quan parlem d'aquest terme es que les rodes poden assolir diferents angles en respecte al eix. El eix rigit, no és satisfactori per a l'estabilitat en les corbes, la idea de desconnectar els extrems de l'eix de la roda es va convertir ràpidament en un fet, fins i tot per als cotxes de tracció animal. Diferents maneres d'acoblament de complexitat variable es van utilitzar.
Un sistema original era que l'utilitzat en el vehicle de vapor d'Amadeu Bollée pare: les dues rodes anaven unides per una cadena a una roda dentada (el·líptica) connectada al volant.
La formalització de la geometria de la direcció, es va executar en el projecte de Charles Jeantaud que va conduir amb força rapidesa, a utilitzar una barra de direcció que connecta rígidament les manovelles. És d'aquest sistema d'on deriven totes les direccions d'automòbils.

#### Tecnologia

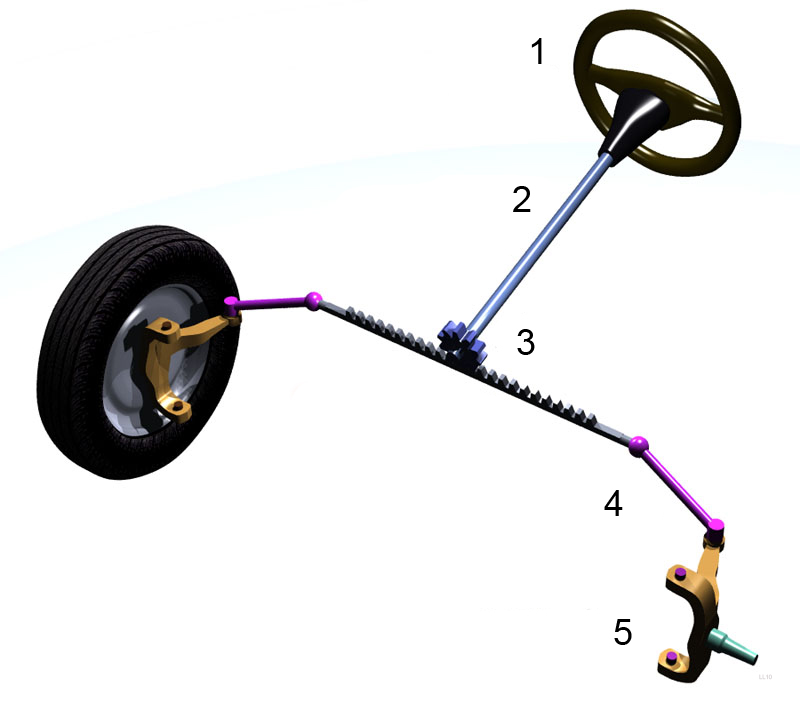
Elements d'una direcció de cremallera
1 Volant.
2 Columna de direcció.
3 Sistema de cremallera
4 Biela
5 Mangueta de direcció, amb manovella.

Una direcció tradicional de dues rodes directrius es compon de:
- Volant

El volant (1)i el seu eix o Columna de direcció (2).
- Caixa de direcció

La Caixa de direcció que s'encarrega de convertir el moviment giratori (o de rotació) en un moviment lineal. Hi han variats sistemes de caixa de direcció:
- Cargol Rodet

En aquest sistema un rodet, recorre els fils d'una rosca, i transmet aquest desplaçament per mitjà d'una manovella, que va connectada a la barra de comandament a la manovella de comandament situada en una de les maneguetes de direcció.
- Vis sens fi Sector

En aquest cas és un vis sens fi que fa desplaçar un sector dentat, produint-se el moviment com en el cas anterior.
- Cargol esferoide Rodet

És un caragol que és més prim pel mig i més gruixut en els extrems, que és recorregut per un rodet, fent-se el desplaçament com en el primer cas.
- Circulació de boles

Es tracta d'una femella especial que engrana amb la rosca del caragol per mitjà d'unes boles interposades que circulen per dintre de la femella per uns canals especials. La transmissió del moviment es fa com en el primer cas.
- Cremallera

Es el sistema més modern emprat, la cremallera forma un mateix cos amb la barra de direcció, simplificant els mecanismes.
- Barra de direcció

La Barra de direcció o acoblament, que pot ser una cremallera, que realitza l'acoblament entre les dues rodes, per mitjà de ròtules.
Hi ha casos com en els karts en què la transmissió de la direcció és directa, i la barra de direcció és partida i està connectada per mitjà d'una palanca a la columna de la direcció.
- Bieles

Les Bieles que asseguren la transmissió entre les parts fixes (subjectes al xassís) i les mòbils (suspeses de la suspensió). Acostumen a estar connectades per mitjà de ròtules.
- Punta del eix (en argot Mangueta)[4]

La mangueta de la direcció, que gira en un eix molt pròxim a la vertical, i suporta les manovelles de direcció i les rodes a través de coixinets. Estan sotmesos a grans esforços, ja que a més de suportar el pes del vehicle, suporten els esforços deguts a les frenades i els girs.

#### Cotes de Direcció
Com en el cas d'una sola roda directriu, existeixen unes cotes que són molt importants per al correcte funcionament de la direcció, a més de les cotes expressades abans, hi ha unes altres que es detallen a continuació:
- L'angle d'avanç en automòbils acostuma a ser d'uns 2°.
- Angle de caiguda, És l'angle que forma el pla de la roda amb la vertical quan la direcció està per circular recte. Que pot ser positiu o negatiu, segons el comportament del vehicle en què vagi muntada la direcció. Antigament quasi sempre eren positius (menor de 90° amb el terra), però a mesura que un vehicle és més esportiu les rodes tendeixen a tindre l'angle negatiu (en els trens davanters dels Fórmula 1 es nota com si les rodes estiguessin obertes per la banda de baix, angle superior a 90° amb el terra). Aquest angle va conjugat amb l'angle de sortida de les Maneguetes, que té tendència a coincidir tots dos amb el punt mitjà del contacte frontal del pneumàtic amb el terra, per no crear esforços en el mecanisme de la direcció.
- Angle de convergència És l'angle necessari perquè la prolongació de l'eix longitudinal de les rodes del davant coincideixi amb la prolongació de l'eix del darrere en una corba, geometria necessària perquè no es produeixin lliscaments i, per tant, desgastos innecessaris, en les rodes.[6]

### 4 rodes direccionals

Els dos modes d'una direcció en les 4 rodes

Es un sistema utilitzat per millorar la capacitat de maniobra dels vehicles convencionals amb 4 rodes (En Francès 4RD = 4 Roues Directrices, en Anglès 4 WS = 4 Wheel Steering.), es va pensar amb la suficient rapidesa, en un sistema en què les quatre rodes fossin motrius i directrius. Alguns tractors d'artilleria de la Primera Guerra Mundial van ser equipats d'aquesta forma. Les quatre rodes poden ser dirigides en direccions oposades en la mateixa corba (radi de gir del vehicle reduït) o en la mateixa direcció: en el que es diu que el vehicle "camina de cranc (de costat). En vista de les capacitats de maniobra obtinguda, amb aquest sistema, és àmpliament utilitzat en alguns tractors, vehicles per obres públiques i un munt de vehicles de manipulació de materials.
En els vehicles de passatgers, quan Honda ofereix aquest sistema en el Prelude en 1987, la majoria dels fabricants van considerar que es tractava d'una innovació important, els beneficis són prometedors, ja que milloren l'estabilitat a alta velocitat, ja que amb una orientació menor, s'aconseguia el mateix radi de gir que un cotxe normal. Alguns, com Mazda, Toyota i Mitsubishi proposen el 4WS amb sistemes hidràulics, però la solució va ser original d'Honda, així perquè el sistema és enterament mecànic per adaptar-se a la velocitat del vehicle. L'èxit no va reeixir perquè el comportament del vehicle, es va considerar "confús", malgrat les seves millores.
En el 1991, Honda ofereix el sistema de nou en el seu coupé Prelude (2.2Vtec BB1 i BB2 2.3i), aquesta vegada, el sistema està totalment gestionat i controlat per electrònica, atenent la velocitat i l'angle del volant, ja no és "purament" mecànic com la generació anterior, l'efecte immediat de la segona generació de 4WS, és que sense deixar de ser eficaç, elimina la part confusa de la primera generació. Aquest sistema serà renovat en la 5 a generació Prelude (BB6 2.2Vtec) fabricats fins a 2001, quan es deixa de fabricar la gamma Prelude.
El sistema amb electrònica és encara una opció que ofereixen alguns fabricants de vehicles de luxe i 4x4, per contra, muntats en els vehicles d'esport, alguns pilots de ral·li el consideren extremadament efectiu, en canvi el sistema està prohibit en la Fórmula 1.
El 2008, Renault posa al dia un sistema actiu de 4WS en el Laguna GT III, anomenat en principi com Active Drive i després com 4 Control, acoblat en el sistema de correcció ESP, i després sobre el Coupé, l'actuador elèctric i la calculadora proporcionada per AISIN pot girar les rodes del darrere fins a 3,5 °, l'estratègia de Renault és girar en sentit contrari per sota dels 60 km / h, i després en la mateixa direcció per sobre d'aquesta velocitat.
A principis de 2009 BMW Sèrie 7 es presenta amb quatre rodes motrius i directrius.
En vehicles més nous, els efectes favorables d'aquest sistema no es fan tan palesos, en vehicles sense 4WD, a causa de la geometria i la flexibilitat de l'eix del darrere, s'obté axis un suport diferent de les rodes del darrere en un viratge. Aquest sistema pren diferents noms segons els fabricants, axis tenim eix direccional, "eix posterior multi-link ", "gir induït controlat ", etc.
Un altre cas diferent és el cas de vehicles amb doble eix directriu, o eix arrossegat (camions de 4 eixos 2 directrius i 2 motrius, o 2 directrius eix motriu i eix arrossegat, etc.).

### Direcció en vehicles d'erugues
Aquest és el cas de tancs, algunes retroexcavadores, buldòzers, i altres vehicles que funcionen sobre erugues o cadenes. Normalment aquests vehicles no porten volant de direcció, sinó que en el seu lloc, porten un parell de palanques, que actuen sobre uns frens en els paliers detenint el moviment d'un costat, el que produeix el gir del vehicle. Hi ha un altre sistema que per mitjà de transmissions hidràuliques, permeten que les cadenes giren una en sentit contrari a l'altre, augmentant encara més la possibilitat de gir, és el cas d'unes petites màquines d'obres públiques de 4 rodes que es poden veure pel carrer. (Bobcat, etc.)

## La direcció en medis no terrestres

### Superfícies de Control
En vaixells i avions, i hidrolliscadors que són vehicles immersos en fluids (aigua i aire), és necessari un altre sistema de direcció, que en aquests casos s'acostuma a fer per mitjà d'una superfície situada en la part del darrere, que s'anomena Timó, que forma un angle amb l'eix del vehicle, el que provoca una força lateral que causa el desviament de la trajectòria recte i, per tant, el gir.

#### Vaixells
En els vaixells petits el comandament es realitza per una barra solidària amb el timó que es coneix com la barra del timó, però com que a mesura que creix el vaixell l'esforç a realitzar també creix, es fa necessari d'utilitzar altres sistemes per reduir l'esforç i fins i tot fer servir un motor per actuar sobre el timó, en grans vaixells.

#### Medis aeris
En avions i medis similars, s'acostuma a actuar sobre la direcció per mitjà de pedals, que actuen segons la mida, sobre el timó per mitjà de cables o actuadors elèctrics. I pot sonar xocant, però tot és per motius de pes i de seguretat. Els comandaments en un avió acostumen a estar per duplicat.
Quant als timons de profunditat, estan governats per la barra de control o el volant, cap endavant baixa o "pica" i cap endarrere puja el morro. El comandament es fa de manera similar
Esment a part es mereixen els helicòpters, en què la direcció longitudinal s'aconsegueix segons el pas de l'hèlix de cua, mentre que les "picades" variant el pas de manera parcial sobre el rotor principal.